# Foios
Foios település Spanyolországban, Valencia tartományban. Foios Valencia, Albalat dels Sorells, Alfara del Patriarca, Meliana, Moncada, Vinalesa és Museros községekkel határos. Lakosainak száma 7761 fő (2024).

## Népesség
A település népessége az utóbbi években az alábbiak szerint változott:
| Lakosok száma | 5434 | 6035 | 6358 | 6671 | 7034 | 7094 | 7234 | 7367 | 7496 | 7761 |
|               | 2001 | 2004 | 2007 | 2009 | 2012 | 2014 | 2017 | 2019 | 2022 | 2024 |